# Tobias Cremer

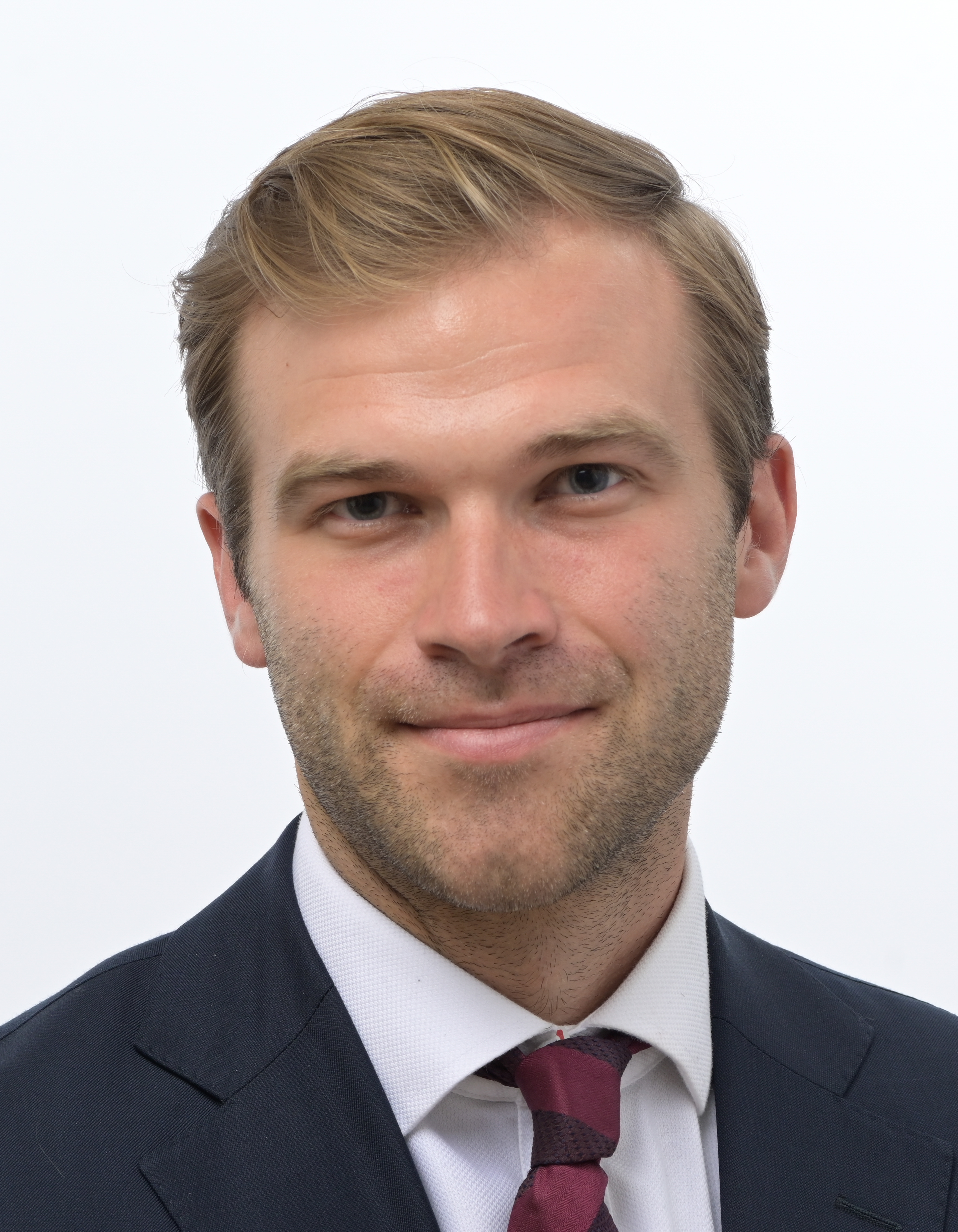
Tobias Cremer (2024)

Tobias Cremer (* 30. Juni 1992 in Bochum) ist ein deutscher Politiker (SPD) und seit 2024 Mitglied des Europäischen Parlaments.

## Leben
Cremer legte sein Abitur am Neuen Gymnasium Bochum ab und absolvierte anschließend einen Bachelor in Wirtschaft und Philosophie an der Institut d’études politiques de Paris und einen Master in Öffentlicher Verwaltung an der Harvard University. Er promovierte in Politikwissenschaften und Internationalen Beziehungen an der University of Cambridge und forschte anschließend als Junior Research Fellow in Religion am Pembroke College der University of Oxford. Später arbeitete er als Diplomat in der Europaabteilung des Auswärtigen Amtes.
In einem Interview erzählte Cremer von seinem friedensbewegten Elternhaus. Er habe zu Hause immer ernsthafte Debatten über Krieg und Frieden geführt. "Schwerter zu Pflugscharen" sei eine Einstellung gewesen, mit der er aufgewachsen sei. Während des Studiums im Ausland habe sich seine eher pazifistische Haltung geändert. Als Wladimir Putin am 24. Februar 2022 die Ukraine angegriffen hat, seien ukrainische Studenten aus seinem Seminar an die Front gegangen. "Da wurde es plötzlich konkret. Damit stellte sich mir die Frage, was ich selbst tun kann, um Freiheit, Selbstbestimmung und Solidarität in Europa zu schützen."

## Politische Laufbahn
Bei der Europawahl 2024 wurde Cremer auf Listenplatz 14 und damit als letzter Kandidat der SPD-Liste ins Europäische Parlament gewählt. Er ist in der 10. Legislaturperiode (2024–2029) Mitglied im Ausschuss für auswärtige Angelegenheiten und im Ausschuss für Sicherheit und Verteidigung.

## Veröffentlichungen
- The Godless Crusade. Cambridge University Press, 2023, ISBN 978-1-00-926214-9 (englisch).